# 堂山町
堂山町（日语：／ Dōyama-chō）是位于日本大阪府大阪市北区的一个町丁，也是一个没有丁番编号的单独町。該地是大阪的一大娛樂區，亦和新宿二丁目並列為日本主要同志村之一。

## 脚注
1. ↑  . 人口統計ラボ.   [2019-10-04]. （原始内容存档于2020-10-18） （日语）.
2. ↑  . 大阪市. 2019-07-26  [2019-10-04]. （原始内容存档于2020-11-01） （日语）.
3. ↑  . 日本邮政.   [2019-08-15]. （原始内容存档于2021-04-11） （日语）.
4. ↑  . 総務省.   [2019-06-24]. （原始内容存档于2018-04-21）.

## 相关
- 男同性恋向风俗店（日语：ゲイ向け風俗店）
- 新宿二丁目

## 外部
- 大阪市政府官方网站 （页面存档备份，存于）（日語）（英文）（简体中文）